# Уильямс, Стив
Сти́вен Дэ́вид Уи́льямс (англ. Stephen David Williams; 15 апреля 1976, Ройал-Лемингтон-Спа) — британский гребец, двукратный чемпион Олимпийских игр.

## Карьера
Чемпион Олимпийских игр 2004 года.
На Олимпиаде в Пекине Уильямс в составе четвёрки вместе с Томом Джеймсом, Питом Ридом и Эндрю Триггз-Ходжом выиграл золотую медаль.
Четырёхкратный чемпион мира и двукратный серебряный призёр мирового первенства.